# Laverda Hockey Breganze 1972
Questa voce raccoglie le informazioni riguardanti il Laverda Hockey Breganze nelle competizioni ufficiali della stagione 1972.

## Maglie e sponsor
| 1ª divisa |

## Rosa
| N° | Naz.              | Ruolo | Sportivo        |  |  |  |
| -- | ----------------- | ----- | --------------- |  |  |  |
| ?  | Italia (bandiera) | E     | Aronne Cerato   |  |  |  |
| ?  | Italia (bandiera) | E     | Giulio Fona     |  |  |  |
| ?  | Italia (bandiera) | E     | Mariano Guerra  |  |  |  |
| ?  | Italia (bandiera) | E     | Mariano Moresco |  |  |  |
| ?  | Italia (bandiera) | E     | Mario Saccardo  |  |  |  |
| ?  | Italia (bandiera) | P     | Renato Saccardo |  |  |  |
| ?  | Italia (bandiera) | P     | Vigolo          |  |  |  |

- Allenatore: ?